# Бездушни 2
Бездушни 2 је руска психолошка драма у режији Романа Пригунова, према сценарију Андреја Ривкина. Наставак истоименог хит-филма „Бездушни“ по бестселеру Сергеја Минајева, са Данилом Козловским у насловној улози, који је отворио Међународни Филмски Фестивал у Москви 2012. Једну од главних улога у филму остварио је и српски глумац Милош Биковић.

## Радња
У првом делу описан је живот 29-годишњег менаџера Макса који је апсолутно сигуран у свој успех и срећу. Све што ради – зарађује и троши новац. Скупа кола, луксузни стан, ноћни клубови, лепе девојке, журке и дрога испуњавају његов живот. Кад једног дана сретне девојку са друге стране живота, почиње да схвата да нешто није у реду са његовим начином живота. Од тада све око њега и у њему почиње да се мења.
У другом делу пратимо Макса Андрејева који одлучује да окрене нови лист у свом животу. Сматра да је најбоље место за почетак новог живота на супротном крају света, у југоисточном делу Азије, на острву Бали. Оно што не зна је да не може занемарити своју прошлост. Околности га натерају да се врати у домовину и донесе врло тежак избор.Ту се дешава оштар заокрет – број ликова и нових имена се повећава, а гледаоци добијају представу о величини корупције и интрига које постоје у јавним коропорацијама, а Макс послушно почиње да ради као двоструки агент (у ствари, нема избора).

## Улоге
| Глумац             | Улога                       |
| ------------------ | --------------------------- |
| Данила Козловски   | Макс Андрев                 |
| Милош Биковић      | Роман Белкин                |
| Павел Ворожцов     | Савелов, мајор              |
| Сергеј Бурунов     | Шохин, генерал-мајор        |
| Маша Андреева      | Јулија                      |
| Александра Бортич  | Алена                       |
| Доминик Пинон      | Бернард                     |
| Владимир Симонов   | Вареников                   |
| Кристина Бабушкина | Оксана Маслова, потпуковник |
| Лев Пригунов       | Михаил Иванович             |
| Алексеј Федкин     | Бероев                      |
| Дмитриј Поднозов   | Виктор Иљич                 |

## Награде
- Први део филма (награђен „Златним орлом” за најбоље остварење на фестивалу у Москви).[4]
- Данила Козловски је освојио награду Ника за најбољег глумца у 2015. години.[5]

## Критика
Према филмском критичару Антону Долину, „Бездушни 2“ је први политички хит у Русији.